# Istjørna
Istjørna (norwegisch, russisch Озеро Талое Osero Taloje; beides für Eistümpel) ist ein kleiner See an der Prinzessin-Astrid-Küste des ostantarktischen Königin-Maud-Lands. Er ist der westlichste der Seen in der Schirmacher-Oase. 
Russische Wissenschaftler benannten ihn. Wissenschaftler des Norwegischen Polarinstituts übertrugen diese Benennung ins Norwegische.